# رومن پروتاسویچ
رومن دیمیتریویچ پروتاسویچ (به روسی: Роман Дмитриевич Протасевич)؛ (به بلاروسی: Раман Дзмітрыевіч Пратасевіч) زاده ۵ مهٔ ۱۹۹۵ روزنامه‌نگار و کنشگر مخالف بلاروسی است.

## حرفه
پروتاسویچ از دوران جوانی یک کنشگر اپوزوسیون بلاروس بوده‌است. او در اوایل سال ۲۰۱۰ در اعتراضات ضددولتی شرکت کرد. از پاییز ۲۰۱۱، او عضوی از سازمان راست‌گرای جبهه جوان بوده. وی تا سال ۲۰۱۲ در مخالفت با الکساندر لوکاشنکو، رئیس‌جمهور بلاروس، یک گروه بزرگ را در شبکه اجتماعی وی‌کی، اداره می‌کرد که نهایتاً توسط مقامات بلاروس هک شد. وی در رشته روزنامه‌نگاری در دانشگاه دولتی بلاروس مشغول تحصیل شد و در سال ۲۰۱۸ اخراج گردید. در سال ۲۰۱۷، او به شرکت در یک رویداد غیرمجاز در کوراپاتی متهم گردید اما او موفق شد در دادگاه ثابت کند که آن روز در محل مذکور نبوده‌است. وی به عنوان روزنامه‌نگار در رسانه‌های بلاروس کار می‌کرد. از مارس ۲۰۱۹، او عکاس رادیو اروپا برای بلاروس بوده و در جلسه نخست وزیران اتریش (سباستین کورز) و بلاروس (سرگئی روماس) به عنوان عکاس حاضر بوده. او همچنین برای رادیو آزادی اروپا، نسخه بلاروسی، کار کرده بود. در سال ۲۰۱۹، پروتاسویچ به لهستان نقل مکان کرد. در ۲۲ ژانویه ۲۰۲۰، او اعلام کرد که از لهستان درخواست پناهندگی سیاسی کرده‌است.